# Quercus basaseachicensis
Quercus basaseachicensis är en bokväxtart som beskrevs av Cornelius Herman Müller. Quercus basaseachicensis ingår i släktet ekar, och familjen bokväxter. IUCN kategoriserar arten globalt som starkt hotad. Inga underarter finns listade.